# Partido Popular de Malasia

Logo del PRM.

El Partido Popular de Malasia (en malayo: Parti Rakyat Malaysia; en tamil: மலேசிய மக்கள் கட்சி; en chino: 马来西亚人民党) o PRM es un partido político malasio que se sitúa en el espectro de la izquierda política y defiende el socialismo democrático como forma de gobierno. Fundado en noviembre de 1955 como Parti Ra'akyat, es uno de los partidos más antiguos de Malasia. Sin embargo, nunca tuvo un buen desempeño electoral y se mantuvo políticamente inactivo durante muchos años. Formó parte del Frente Socialista de los Pueblos Malayos entre 1958 y 1966.
En la década de 1990 se alió constantemente con el Partido de Acción Democrática (DAP) y posteriormente el Partido de la Justicia Nacional (KEADILAN). Luego de una larga serie de negociaciones, el PRM y el KEADILAN acordaron fusionarse en el Partido de la Justicia Popular (PKR) en 2003. Sin embargo, el PRM no perdió formalmente su registro como partido político y un movimiento interno dentro del mismo se opuso a la fusión. En las elecciones federales de 2018, el PRM concurrió separado en varios escaños, pero a nivel nacional obtuvo solo 2.372 votos y fracasó en obtener representación de cualquier tipo.